# پاسپورت آلمان شرقی
پاسپورت آلمان شرقی (انگلیسی: East German passport) سندی رسمی بود که برای مسافران آلمان شرقی به خارج از کشور صادر می‌شد.
این پاسپورت چهار زبان آلمانی، فرانسوی، روسی و انگلیسی را شامل می‌شد.